# Dante Engineering
Dante Engineering Company Limited, zuvor Robin’s Sporting Motorist Agency, war ein britischer Hersteller von Automobilen.

## Unternehmensgeschichte
Robin Read gründete 1956 das Unternehmen in Luton als Tuningunternehmen. 1957 begann die Produktion von Automobilen und Kits. Der Markenname lautete Dante. Jem Marsh war einer der Verkäufer. Im Mai 1959 endete die Produktion, als das Unternehmen in Liquidation ging. Insgesamt entstanden etwa 60 Exemplare. Robin Read war später für Lotus Cars tätig.

## Fahrzeuge
Die Basis der Fahrzeuge bildete ein Fahrgestell vom Austin 7. Darauf wurde eine Karosserie aus Aluminium montiert. Zur Wahl standen die Modelle Basis, Sprint und Clubman.